# عبد الحق (زعيم أفغاني)
عبد الحق، (23 أبريل 1958-26 أكتوبر 2001)، كان قائدًا للمجاهدين الأفغان حارب حزب الشعب الديمقراطي الأفغاني المدعوم من قبل السوفييت. قُتل على يد طالبان في أكتوبر من عام 2001 أثناء محاولته خلق انتفاضة شعبية ضد طالبان في أفغانستان في أعقاب هجمات 11 سبتمبر.

## النشأة
وُلدَ حق في بلدة سيدان بأفغانستان، وهي قرية صغيرة في إقليم ننكرهار، لعائلة بشتونية. انتقل مع عائلته إلى هلمند في وقت مبكر من حياته. كان والده، محمد أمان، ممثلًا في هلمند لشركة إنشاءات في ننجرهار، وكان ثريًا نسبيًا بالمعايير الأفغانية. كانت عائلته جزء من عائلة عرسال، التي هي جزء من عائلة جبار خيل (قبيلة فرعية من قبيلة أحمدزاي المالكة للأرض). كان جده الأكبر لأبيه، وزير أرسالا خان، وزير خارجية أفغانستان. وأحد أقاربه، هدايت أرسالا، عمل مديرًا للبنك الدولي يعمل في واشنطن العاصمة، وأصبح فيما بعد نائبًا لرئيس أفغانستان في إدارة حميد كرزاي.
له أيضا شقيقان أكبر سنًا منه (حاج الدين محمد وعبد القادر) وشقيق أصغر (نصر الله باريالي أرسالا). كان عبد القادر من أوائل الداعمين لحميد كرزاي، وقد جرت مكافأته بمنصب في الوزارة قبل اغتياله في عام 2002.
كان حق طفلًا جامحًا، وبعد إقناع والده بتسجيله في المدرسة في سن الخامسة، ضرب مرة مدرسًا كان نائمًا أثناء عمله. بعد عام من ذلك توفي والده البالغ من العمر 51 عامًا نتيجة مرضٍ في الكلى، مما دفع الأسرة للعودة إلى العائلة الكبيرة المنتشرة في ننجرهار.
بالعودة إلى فتح أباد، بدأ حق في الذهاب إلى مدرسة تحت وصاية الملالي المحليين، وبمجرد بلوغه سن الثامنة، التحق بمدرسة فرنسية. وهناك بدأ في تحدي الإيديولوجية الشيوعية لبعض أساتذته.

## تفجير مطار كابول
في سبتمبر من عام 1984، أمر حق بزرع قنبلة في مطار كابول مما أسفر عن مقتل نحو 28 شخصًا، معظمهم من الطلاب الأفغان الذين كانوا في طريقهم إلى الاتحاد السوفيتي. كما أُصيب نحو 200 شخص بجروح.
وبحسب حق، فإن الهدف من الانفجار هو (تحذير الناس من إرسال أطفالهم إلى الاتحاد السوفيتي).

## فترة ما بعد الحرب
شغل حق منصب وزير الأمن الداخلي في دولة أفغانستان الإسلامية التي تأسست بموجب اتفاق السلام وتقاسم السلطة المعروف باسم اتفاق بيشاور بعد سقوط نظام نجيب الله الشيوعي في أبريل 1992. غلبدين حكمتيار، الذي عرض عليه منصب رئيس الوزراء، رفض تقاسم السلطة مع الأحزاب الأخرى وبدأ حملة قصف واسعة النطاق ضد العاصمة كابول. أدت هجمات حكمتيار إلى حرب طويلة الأمد في أفغانستان. بعد فترة وجيزة من استقالته من منصب وزير الداخلية، غادر حق أفغانستان واستقر في دبي، حيث قيل إنه أصبح تاجرًا ناجحًا.
في عام 1998، أصبح وسيطًا للأمم المتحدة للسلام.
في يناير 1999، قتل مهاجمون مجهولون حارس حق، ودخلوا منزله، وقتلوا زوجته وابنه في بيشاور، باكستان. ونجا الابن الآخر من عملية الاغتيال.

## الائتلاف الشمالي
من عام 1999، بدأ أحمد شاه مسعود مع حق عمليةً لتوحيد المجموعة العرقية المختلفة في أفغانستان ضد نظام طالبان. وحّد مسعود الطاجيك والأوزبك بالإضافة إلى العديد من قادة البشتون. إلى جانب الاجتماع مع زعماء قبائل البشتون والعمل كنقطة مرجعية، استقبل حق أعدادًا متزايدة من البشتون من طالبان الذين تعاملوا معه منه سرًا. كما وافق بعض القادة الذين عملوا مع الجهاز العسكري لطالبان على خطة للإطاحة بنظام طالبان بعد أن فقدوا الدعم من أغلب الأطراف.